# Chad Billingsley
Chad Ryan Billingsley (Defiance, 29 luglio 1984) è un ex giocatore di baseball statunitense.

## Gli inizi
Billingsley venne scelto al primo giro (24ª scelta assoluta) dai Los Angeles Dodgers nel Draft della Major League Baseball del 2003, mentre era ancora studente delle superiori presso la Defiance High School del suo paese natale.

### Minor League
Nel 2003 Billingsley lanciò per gli Ogden Raptors della Pioneer League, facendo registrare un record 5 vittoria e 4 sconfitte con una media PGL di 2.83. Nel 2004 arrivò a 7-4 con 2.32 di media PGL giocando per i Vero Beach Dodgers nel 2004, prima di essere promosso in Doppio A a giocare con i Jacksonville Suns. Nel 2005, con Jacksonville, ottenne un record di 13-6 con 3.51 di media PGL. Iniziò il 2006 con i Las Vegas 51s prima di essere promosso nei Dodgers.

## Major League

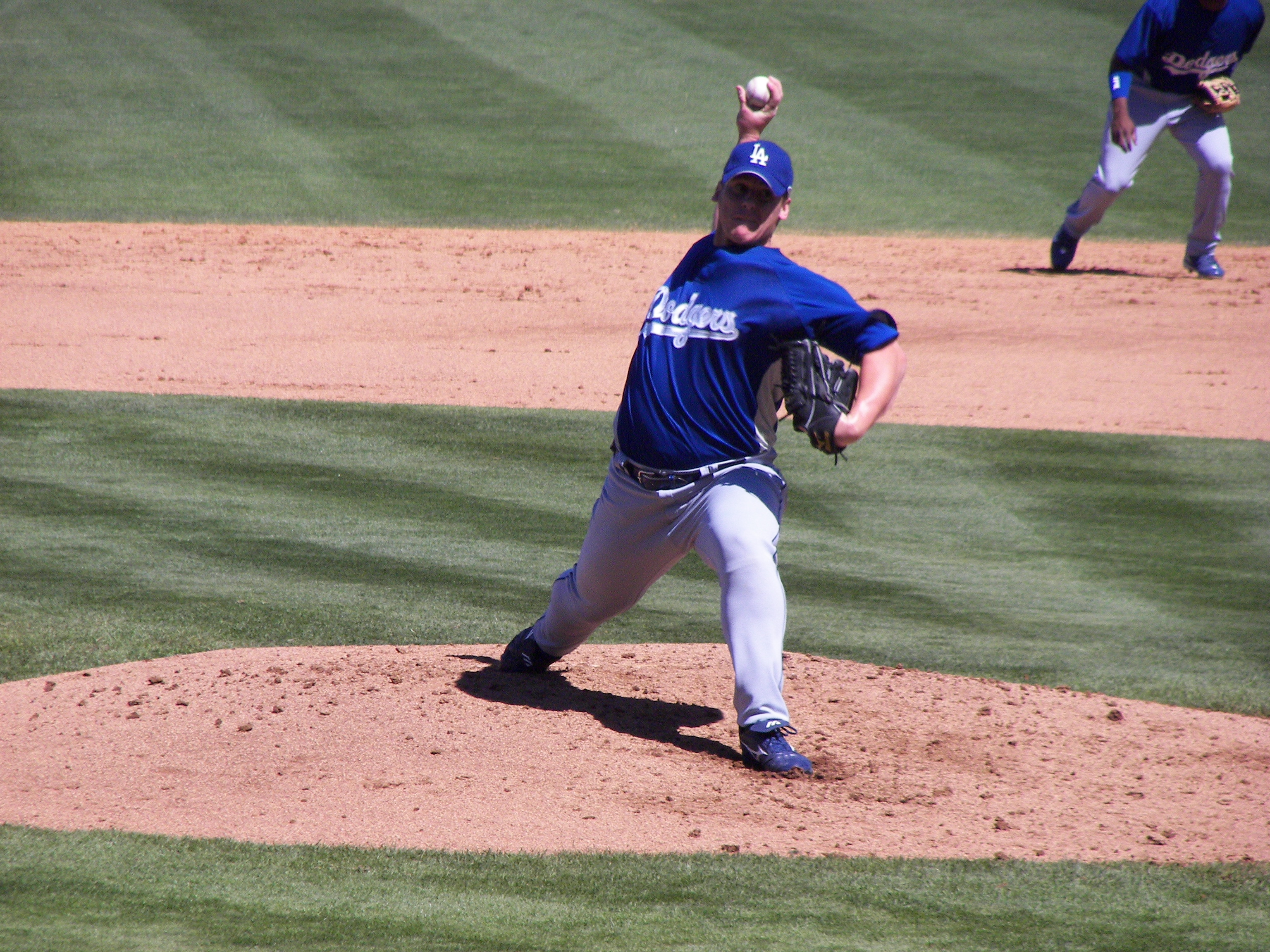
Billingsley durante la primavera del 2007.

Billingsley fece il suo debutto in Major League Baseball il 15 giugno 2006 contro i San Diego Padres al Petco Park di San Diego, California. Billingsley debuttò come partente e lanciò per 5.1 inning, subendo 6 valide e 2 punti, e mettendo strikeout 3 avversari. Nella sua prima presenza alla battuta viene colpito; alla successiva presenza, batté valido e portò a casa 2 punti. Scese dal monte in situazione di parità, 2-2; alla fine i Dodgers sconfissero i Padres 7-3, lanciatore vincente Jonathan Broxton.
Billingsley rimase nella rotazione dei partenti per il resto della stagione, ma iniziò il 2007 nel bullpen, tra i lanciatori di rilievo. Lanciò bene come rilievo e venne riportato nella rotazione dei partenti il 21 giugno, in sostituzione dell'infortunato Jason Schmidt.
Nel 2008 Billingsley divenne uno dei migliori lanciatori della National League. Finì la stagione facendo registrare 16-10 vinte-perse, piazzandosi 5º nella National League negli strikeout, e registrando un media PGL di 3.14 ed un WHIP di 1.34 in 200.2 inning lanciati. Billingsley lancia la sua prima shutout contro i San Francisco Giants il 30 giugno 2008, concedendo solo 5 valide e riportando 8 stikeout senza concedere nessuna base per ball..
Nella postseason del 2008 Billingsley fu il partente in tre partite dei Dodgers. Nella sua prima presenza in postseason, Billingsley lanciò 6.3 inning concedendo un solo punto ai Chicago Cubs. I Dodgers vinsero la partita 10-3. Nelle due gare successive Billingsley non fu però altrettanto efficace. In gara 2 delle National League Championship Series (NLCS), contro i Philadelphia Phillies, durò solo 2.1 inning subendo 8 punti (di cui 7 PGL) in una sconfitta per 5-8; mentre in gara 5 resistette per 2.2 inning concedendo 3 punti PGL.
Il 21 novembre 2008 Billingsley scivolò sul ghiaccio davanti a casa sua a Reading (Pennsylvania), riportando una frattura a spirale della fibula della gamba sinistra. La frattura guarì completamente prima dell'inizio dello spring training della stagione 2009.